# Yehoshua Cohen

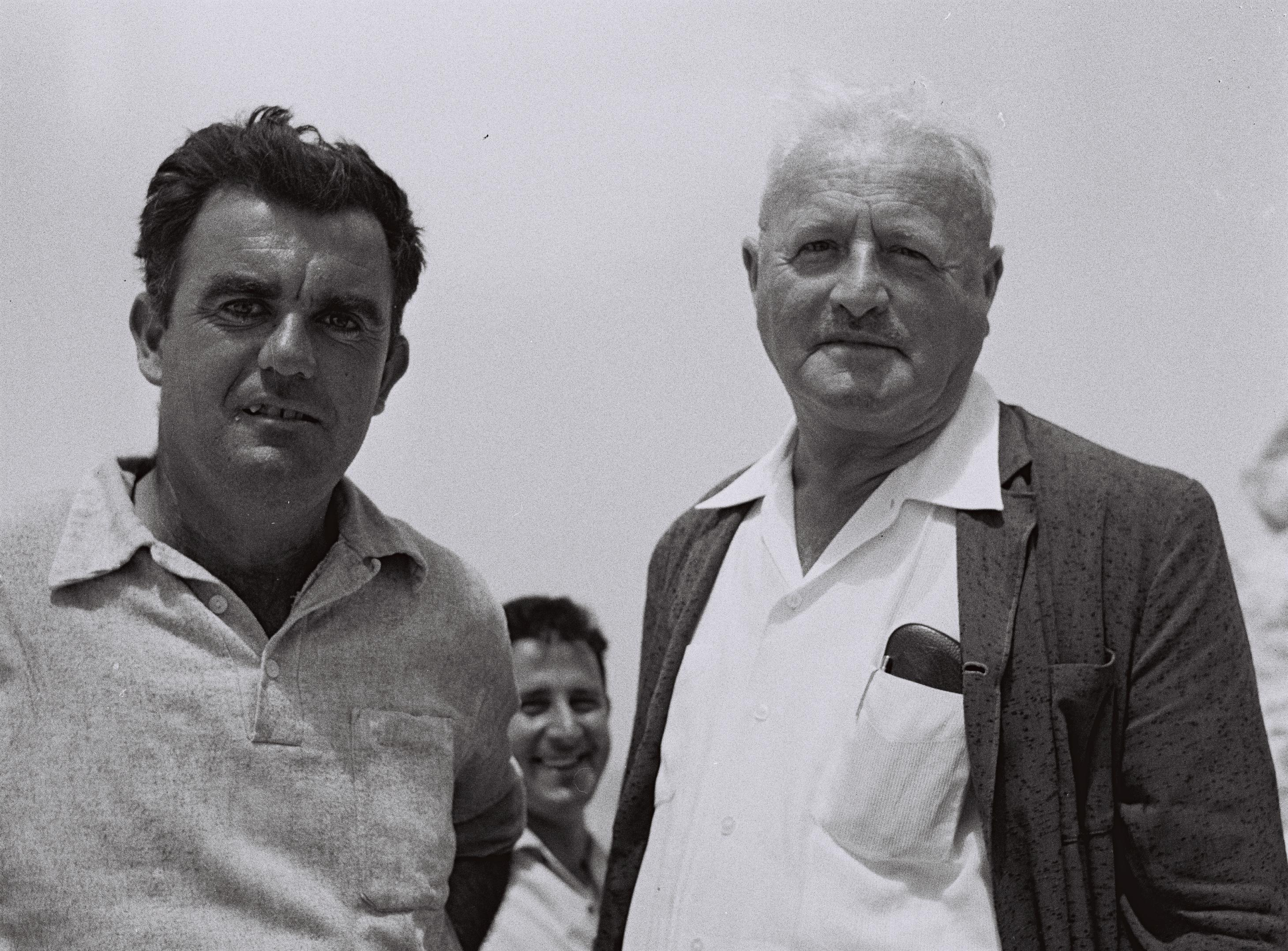
Yehoshua Cohen till vänster, med David Tovyahu, 1960

Yehoshua Cohen, född 1922 i Petah Tikva i mandatområdet Palestina, död 1986 i kibbutzen Sde Boker i Israel, var en israelisk terrorist och den som mördade Folke Bernadotte.

## Medlem i Lehi
Yehoshua Cohens föräldrar var jordbrukare i dåvarande brittiska mandatområdet Palestina. Han blev vid unga år medlem i den till den högerorienterade delen av sionismen knutna, väpnade gruppen Lehi, av britterna benämnd Sternligan. När ett flertal medlemmar av Sternligan tillfångatogs 1942, klarade sig Yehoshua Cohen undan trots en belöning på 3.000 USD för hans huvud, och var en av dem som byggde upp en ny kader av gerillasoldater.
I september 1942 hjälpte Yehoshua Cohen Lehi-ledaren Yitzhak Shamir att rymma från ett brittiskt fängelse. Han smugglade in två polska arméuniformer till Yitzhak Shamir och dennes medfånge Eliahu Gilaldi, vilka i dessa uniformer kröp under taggtrådsstängslet runt fängelset. Efter denna flykt blev Yehohua Cohen en av Lehis ledare.

## Mordet på Walter Guinness, Lord Moyne
Lehis ledarskap beslöt 1944 att mörda den brittiske Mellanösternresidenten i Kairo Lord Moyne, Walter Guinness. Yehoshua Cohen utsågs av Yitzhak Shamir att träna två attentatsmän för uppdraget, som utfördes i november 1944. Cohen var den som mördade Bernadotte och en av hans medpassagerare. Därefter var han inblandad i planeringen av ett misslyckat attentat 1944 mot administratören för mandatområdet Palestina Harold MacMichael. Han blev senare tillfångatagen av britterna och hölls i ett fångläger i Afrika, varifrån han och ett stort antal andra fångar släpptes den 6 juli 1948 i samband med den nyblivna staten Israels självständighetsdeklaration.

## Mordet på Folke Bernadotte
Lehis ledning beslöt i augusti 1948 att FN-medlaren Folke Bernadotte skulle avrättas. På förslag av Lehis operative ledare i Jerusalem Yehoshua Zeitler godtogs förslaget av ledartrojkan Yitzhak Shamir, Sternligans Jerusalemschef Nathan Yellin-Mor och filosofen Israel Eldad. Yehoshua Cohen utsågs att träna attentatsgruppen; som ytterligare två medlemmar i det fyra man stora teamet utsågs Yitzhak Ben Moshe och Avraham Steinberg samt Meshulam Markover som chaufför. Yehoshua Cohen började träna teamet i västra Jerusalem i augusti.
Attentatet utfördes den 17 september 1948. Enligt sin plan blockerade de en trång gata i stadsdelen Katamon med en militärjeep för att hejda Folke Bernadottes trebilskonvoj, som var på väg till ett överenskommet möte med Jerusalems militärbefälhvare, omkring kl 17:00. Yitzhak Ben Moshe och Avraham Steinberg sköt sedan sönder däcken på Bernadottes bil, medan Cohen sköt in i bilen med en tysk MP 40 kulsprutepistol och dödade Bernadotte och den franske flygöversten André Sérot.
Polisutredningen sköttes mycket oprofessionellt och vare sig Cohen eller hans medterrorister förhördes eller åtalades för mordet. Efter attentatet mot Folke Bernadotte och FN:s medlingsförsök var länge attentatsmännens identitet oklar, även om det ändå efter ett tag framstod som klart att Lehi var ansvarig. Inom Lehi och andra militanta grupper var det länge en öppen hemlighet att det var Cohen som organiserat attentatet, men det dröjde fram till 1980-talet efter hans död innan hans roll klarlades offentligt. Varken socialdemokratiska eller borgerliga svenska regeringar har visat något större intresse för att få morden uppklarade..

## Säkerhetsansvarig
Efter mordet blev Cohen 1952 en av grundarna av kibbutzen Sde Boker i Negevöknen, där David Ben-Gurion fyra år senare slog sig ned. Yehoshua Cohen, som var kibbutzens säkerhetsansvarige, blev där också Ben-Gurions inofficiella livvakt och dennes vän. Enligt en artikel i New York Times från 1964 blev Cohen Ben-Gurions "närmaste vän."
År 1988 avslöjade de två Lehi-medlemmarna Yehoshua Zeitler och Meshulam Markover offentligt sina och Yehoshua Cohens roller i mordet på Folke Bernadotte.